# Mauro García Juncal
Mauro García Juncal (Moaña, 21 maggio 1971) è un ex calciatore spagnolo di ruolo difensore.

## Palmarès

### Club

#### Competizioni nazionali
- Segunda División B spagnola: 1

Pontevedra: 2003-2004